# Burnt Island (westen van Bonavista Bay)
Burnt Island is een onbewoond eiland van 0,80 km² in de Canadese provincie Newfoundland en Labrador. Het eiland ligt in Bonavista Bay, een grote baai aan de oostkust van het eiland Newfoundland.

## Geografie
Burnt Island ligt 1,1 km ten noordoosten van een afgelegen gedeelte van het "vasteland" van Newfoundland. Het beboste eiland ligt tegelijk 900 m ten noordwesten van de Little Lakemans Islands, een kleine archipel bij Lakeman Island. Andere nabijgelegen eilanden zijn Pitt Sound Island (2 km naar het noordoosten toe) en Lockers Flat Island (3 km naar het noordwesten toe). De dichtstbij gelegen plaats is het gehucht Shalloway Cove dat deel uitmaakt van de gemeente St. Brendan's op Cottel Island.
Iets minder dan 10 km naar het noordoosten toe, in de Deer Islands, ligt een ander groot eiland genaamd Burnt Island.